# Poreckoe
Poreckoe (in russo Порецкое?; in ciuvascio: Пăрачкав) è un villaggio della Russia europea centrale, capoluogo del distretto Poreckij nella Repubblica dei Ciuvasci. Aveva una popolazione di 5081 abitanti nel 2021.
Si trova nella valle del fiume Sura, 150 chilometri a sud-ovest di Čeboksary.